# Farma
Il Farma è un torrente italiano, che scorre nella regione Toscana, fra le province di Grosseto e Siena.

## Corso

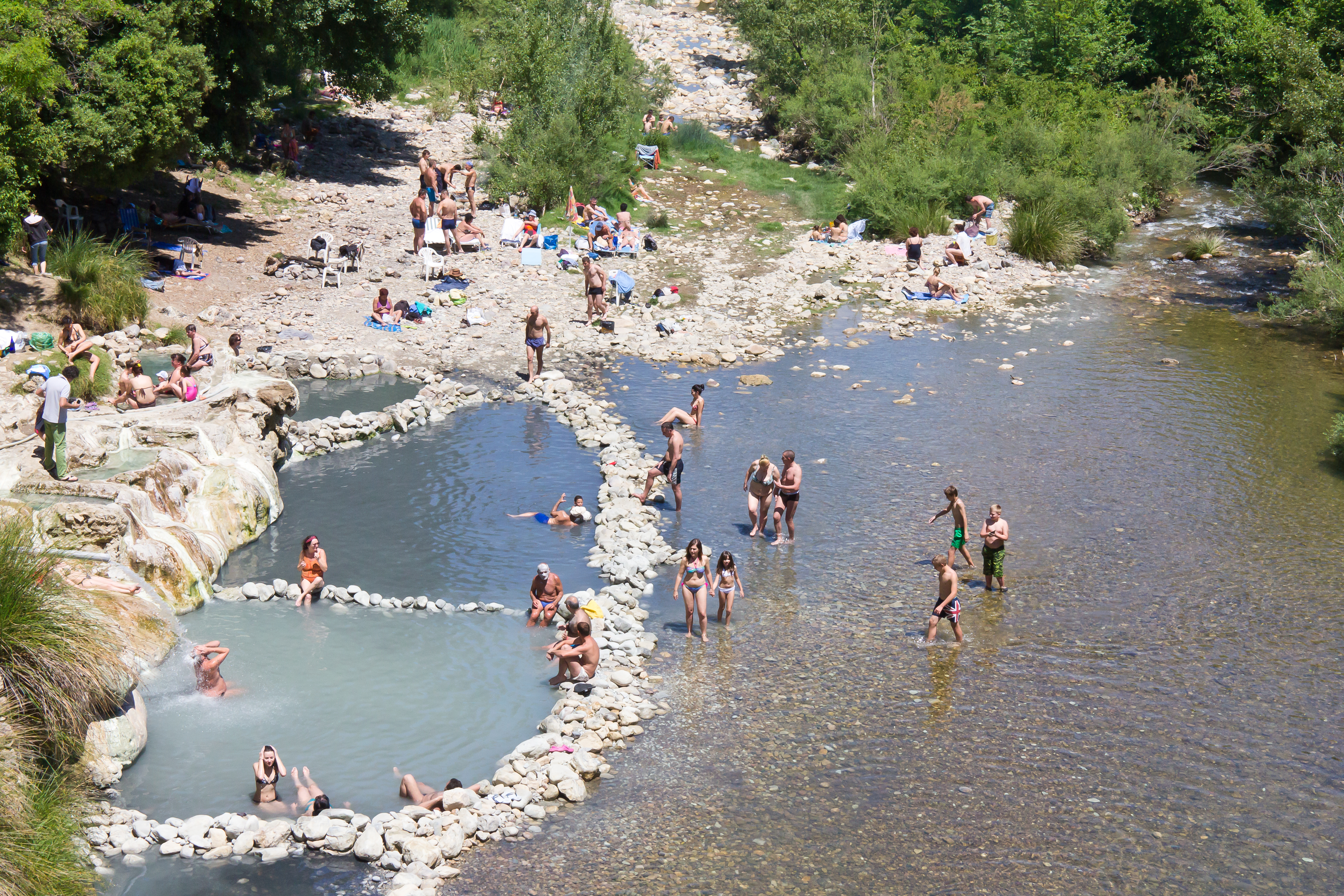
Le Terme di Petriolo

Il Farma nasce nel demanio civico della Selva di Tatti, nelle Colline Metallifere, ad un'altitudine di 550 m. La sorgente del fiume dista circa 11 km in direzione sud rispetto a Montieri e 9 km a est di Roccastrada (entrambi in provincia di Grosseto). Dopo aver percorso 3 km nel comune di Massa Marittima, prosegue il suo flusso nel comune di Roccastrada per circa 16 km, e, infine procede per 15 km nel comune di Monticiano, e, dunque, in provincia di Siena. Il Farma rientra poi nella provincia di Grosseto, nel comune di Civitella Paganico, dove passa per la riserva naturale Farma, area naturale protetta istituita nel 1996. Qui passa per le Terme di Petriolo, nella valle dell'Ombrone, e, infine, giunge nel comune a cavallo dei confini comunali di Murlo e Montalcino, presso la località di Pian di Rocca, dove sfocia, dopo un percorso totale di 34 km, nel fiume Merse.